# 长茎赤车
长茎赤车（学名：Pellionia radicans f. grandis）为荨麻科赤车属赤车下的一个变型。

## 扩展阅读
- 維基物種上的相關：长茎赤车